# Dale Mitchell (Eishockeyspieler)
Dale Mitchell (* 9. April 1989 in Etobicoke, Ontario) ist ein kanadischer Eishockeyspieler, der seit 2020 erneut bei den Odense Bulldogs in der dänischen Metal Ligaen unter Vertrag steht.

## Karriere
Dale Mitchell begann seine Karriere als Eishockeyspieler in der kanadischen Juniorenliga Ontario Hockey League, in der er von 2005 bis 2010 für die Oshawa Generals und Windsor Spitfires aktiv war. Mit den Windsor Spitfires gewann er in den Spielzeiten 2008/09 und 2009/10 jeweils den J. Ross Robertson Cup, den Meistertitel der OHL, sowie anschließend den Memorial Cup, das Finalturnier um die Meisterschaft der Canadian Hockey League. Während seiner Zeit bei den Oshawa Generals wurde der Flügelspieler zudem im NHL Entry Draft 2007 in der dritten Runde als insgesamt 74. Spieler von den Toronto Maple Leafs ausgewählt. Nachdem er bereits ab der Saison 2007/08 parallel zum Spielbetrieb in der OHL für das Farmteam der Maple Leafs, die Toronto Marlies, in der American Hockey League zum Einsatz gekommen war, spielte der Kanadier in der Saison 2010/11 fest für die Marlies, während er zusätzlich sieben Spiele für deren Kooperationspartner Reading Royals aus der ECHL absolvierte.
In der Saison 2011/12 kam Mitchell zunächst überwiegend für die Royals in der ECHL zum Einsatz. Am 27. Februar 2012 transferierten ihn die Toronto Maple Leafs im Austausch für Mark Fraser zu den Anaheim Ducks.
Im Mai 2012 nahm Mitchell an einem Trainingslager von Ilves Tampere, erhielt jedoch keinen Vertrag und wurde im August 2012 vom Dornbirner EC aus der Erste Bank Eishockey Liga verpflichtet. Dort war Mitchell in der Saison 2012/13 drittbester Scorer mit 39 Scorerpunkten. Nach dieser Saison wechselte er zurück in die ECHL zu den San Francisco Bulls. Nach Einstellung des Spielbetriebs im Januar 2014 wechselte Mitchell im Februar des gleichen Jahres innerhalb der ECHL zu den South Carolina Stingrays.
Im Mai 2014 entschied er sich erneut für einen Wechsel nach Europa und wurde von den Odense Bulldogs verpflichtet und spielte ab der Saison 2014/15 in der dänischen Metal Ligaen. Im November 2014 wurde er zum Spieler des Monats der Metal Ligaen gewählt. Im Februar 2016 wurde er dänischer Pokalsieger mit den Bulldogs und wenige Tage später erneut als Spieler des Monats ausgezeichnet. Am Ende der Hauptrunde 2015/16 war Mitchell mit 34 Toren bester Torschütze und mit 77 Punkten Topscorer der dänischen Eliteliga. Ein Jahr später war er erneut dänischer Topscorer mit 67 Scorerpunkten sowie bester Vorlagengeber mit 40 Torvorlagen.
Vor der Saison 2018/19 verließ er die Bulldogs und wurde von Frederikshavn White Hawks verpflichtet, mit denen er den dritten Platz in den dänischen Meisterschafts-Playoffs erreichte und mit 19 Scorerpunkten zu den drei punktbesten sowie punktgleichen Spielern der Endrunde gehörte.
Zur Saison 2019/20 wurde Mitchell von den Dresdner Eislöwen aus der DEL2 verpflichtet. Bei den Eislöwen gehörte er zu den Leistungsträgern und erzielte in 54 Saisonspielen 58 Scorerpunkte. Nach dem Ende der Saison kehrte er zu den Odense Bulldogs zurück.

## Erfolge und Auszeichnungen
| - 2009 J.-Ross-Robertson-Cup-Gewinn mit den Windsor Spitfires - 2009 Memorial-Cup-Gewinn mit den Windsor Spitfires - 2010 J.-Ross-Robertson-Cup-Gewinn mit den Windsor Spitfires - 2010 Memorial-Cup-Gewinn mit den Windsor Spitfires - 2014 Spieler des Monats November der Metal Ligaen - 2016 Dänischer Pokalsieger mit den Odense Bulldogs | - 2016 Spieler des Monats Februar der Metal Ligaen - 2016 Bester Torschütze (34) und Topscorer (77) der Metal Ligaen - 2016 Spieler des Monats Dezember der Metal Ligaen - 2017 Topscorer (67) und bester Vorlagengeber (40) der Metal Ligaen - 2017 All-Star-Team der Metal Ligaen |

## Karrierestatistik
(Legende zur Spielerstatistik: Sp oder GP = absolvierte Spiele; T oder G = erzielte Tore; V oder A = erzielte Assists; Pkt oder Pts = erzielte Scorerpunkte; SM oder PIM = erhaltene Strafminuten; +/− = Plus/Minus-Bilanz; PP = erzielte Überzahltore; SH = erzielte Unterzahltore; GW = erzielte Siegtore; 1 Play-downs/Relegation; Kursiv: Statistik nicht vollständig)